# Kłynyny
Kłynyny (ukr. Клинини) – wieś na Ukrainie, w obwodzie chmielnickim, w rejonie chmielnickim, w hromadzie Wołoczyska. W 2001 liczyła 712 mieszkańców, spośród których 706 wskazało jako ojczysty język ukraiński, a 6 rosyjski.